# Alexander Lubocky
Alexander Lubocky (hebrejsky אלכסנדר לובוצקי‎) je izraelský matematik, vědecký pracovník a politik. Bývalý poslanec Knesetu za stranu ha-Derech ha-Šlišit (Třetí cesta).

## Biografie
Narodil se 28. června 1956 v Tel Avivu. V letech 1977–1982 sloužil v izraelské armádě, kde dosáhl hodnosti kapitána (Seren). Získal bakalářský a doktorský titul z matematiky na Bar-Ilanově univerzitě. Pracoval pak jako profesor matematiky na Hebrejské univerzitě. Hovoří hebrejsky a anglicky.

## Politická dráha
Působil ve vedení vydavatelství Birat Morasha a Magnes. Na Hebrejské univerzitě vedl institut matematiky. Zakládal organizaci Kolech, která zastupuje zájmy nábožensky založených žen. Patřil mezi zakladatele strany Třetí cesta, jejíž sekretariát vedl. Publikoval v odborných časopisech.
V izraelském parlamentu zasedl po volbách v roce 1996, v nichž kandidoval za stranu ha-Derech ha-Šlišit. Zapojil se jako člen do činnosti parlamentního výboru pro ústavu, právo a spravedlnost, výboru pro status žen a výboru pro vědu a technologie. Předsedal podvýboru pro problém roku 2000.
Před volbami v roce 1999 dočasně vstoupil do strany Mifleget ha-Merkaz (Strana středu), ale odešel z ní i z politiky.